# Lisa Buckwitz
Lisa-Marie Buckwitz (Berlijn, 2 december 1994) is een Duits bobsleeremmer. 

## Loopbaan
Buckwitz nam op twintigjarige leeftijd voor het eerste deel aan de wereldkampioenschappen en behaalde daar een tiende plaats. Buckwitz won in 2017 de zilveren medaille op de estafette tijdens de wereldkampioenschappen. Vlak voor de Olympische Winterspelen 2018| wisselde de bondscoach de remmers waardoor Buckwitz als remmer van Mariama Jamanka deelnam. Samen wonnen ze de gouden medaille.

## Resultaten

### Olympische Winterspelen
| Jaar | Plaats      | Resultaten        |
| ---- | ----------- | ----------------- |
| 2018 | Pyeongchang | in de tweemansbob |

### Wereldkampioenschappen
| Jaar | Plaats       | Resultaten                             |
| ---- | ------------ | -------------------------------------- |
| 2015 | Winterberg   | 10e in de tweemansbob                  |
| 2016 | Igls         | 4e in de tweemansbob                   |
| 2017 | Königssee    | 8e in de tweemansbob · in de estafette |
| 2023 | Sankt Moritz | in de tweemansbob · in de monobob      |
| 2024 | Winterberg   | in de tweemansbob · in de monobob      |

2002: Jill Bakken / Vonetta Flowers ·
2006: Sandra Kiriasis / Anja Schneiderheinze ·
2010: Kaillie Humphries / Heather Moyse ·
2014: Kaillie Humphries / Heather Moyse ·
2018: Mariama Jamanka / Lisa Buckwitz ·
2022: Laura Nolte / Deborah Levi